# Kayatepe
Kayatepe (arabisch Mineyzil) ist ein Dorf im Landkreis Savur der türkischen Provinz Mardin. Kayatepe liegt etwa 51 km nordöstlich der Provinzhauptstadt Mardin und 4 km südöstlich von Savur. Kayatepe hatte laut der letzten Volkszählung 786 Einwohner (Stand Ende Dezember 2009). Die Bevölkerung des Dorfes gehört mehrheitlich der arabisch-kurdischen Volksgruppe Mhallamiye an.